# Geertje Wielema
Geertje Wielema   (Hilversum, 24 de juliol de 1934 - Almere, 18 d'agost de 2009) fou una nedadora neerlandesa, especialista en esquena i estil lliure, que va competir durant les dècades de 1940 i 1950.
El 1952 va prendre part en els Jocs Olímpics d'Estiu de Hèlsinki, on va disputar dues proves del programa de natació. Guanyà la medalla de plata en els 100 metres esquena, mentre en els 400 metres lliures quedà eliminada en sèries. No va poder disputar els Jocs de Melbourne de 1956 pel boicot dels Països Baixos. Un cop retirada va exercir de jutge de natació.
En el seu palmarès també destaquen tres medalles al Campionat d'Europa de natació de 1954, d'or en els 100 metres esquena, de plata en els 4x100 metres lliures i de bronze en els 100 metres lliures. Guanyà 12 campionats nacionals. Entre 1950 i 1954 va establir cinc rècords del món en proves de relleus estils i esquena. El 1954 fou escollida esportista neerlandesa de l'any, primera dona en aconseguir-ho.